# Floribert Ngalula
Floribert "Florent" Ngalula Mbuyi (Brussel, 7 maart 1987) is een Congolees-Belgische voetbaltrainer en voormalig voetballer. Mbuyi is assistent-trainer bij RSC Anderlecht. Hij is de broer van gewezen voetballer Gabriel "Junior" Ngalula Mbuyi.

## Spelerscarrière

### Jeugd
Floribert Ngalula begon net als zijn oudere broer Gabriel bij de jeugd van RSC Anderlecht. Hij speelde er net als zijn broer als verdediger of als verdedigende middenvelder. Terwijl Gabriel de overstap naar het eerste elftal maakte, werd Floribert opgemerkt door Manchester United. De Congolese Belg verliet Anderlecht en werd in Manchester verder opgeleid.
In 2004 tekende hij zijn eerste profcontract. Hij werd de eerste Belg die de A-kern van Manchester United haalde. Ngalula werd tijdens het seizoen 2004/05 een belangrijke pion bij de reserven, maar door een zware blessure kon hij niet doorbreken naar het eerste elftal. In 2006 reisde hij met zijn coach naar Thailand om dakloze kinderen te helpen. Een jaar later werd zijn contract door de Engelse club niet verlengd.

### Professionele carrière
In 2007 verhuisde de toen 20-jarige Ngalula naar het Deense Randers FC. Hij speelde in totaal 3 keer voor de fusieclub, maar hield het na zes maanden voor bekeken. Een seizoen later belandde hij in Nederland, bij middenmoter Sparta Rotterdam. Hij legde er tests af en mocht vervolgens een contract voor één seizoen tekenen. Maar ook bij Sparta kon hij niet doorbreken.
Ngalula verkaste vervolgens naar de Verenigde Staten. In januari 2010 sloot hij zich aan bij DC United. Het werd een kort avontuur, want zijn contract werd na reeds een maand ontbonden. Op 4 februari 2011 sloot hij zich aan bij het Finse TPS Turku. Met die club nam hij het in juli 2011 op tegen KVC Westerlo. Ngalula toonde toen interesse in een definitieve terugkeer naar België. In augustus 2011 tekende hij een contract bij promovendus Oud-Heverlee Leuven, waar hij na 1 seizoen weer mocht vertrekken.
In juli 2013 sloot hij zich aan bij BX Brussels, de club die door Vincent Kompany werd opgericht en waar zijn broer Junior sportief directeur is. Daar sloot hij in 2018 zijn spelerscarrière af.

### International
Floribert Ngalula speelde voor de nationale jeugdploegen van België.

## Trainerscarrière
Ngalula begon nog voor het afsluiten van zijn spelerscarrière al aan de begeleiding van jeugdspelers van BX Brussels. Toen hoofdtrainer Amaury Toussaint in januari 2018 ontslagen werd, nam Ngalula het roer over. Hij parkeerde de club op een twaalfde plaats in Eerste provinciale. In zijn eerste volledige seizoen als hoofdtrainer eindigde hij vijfde.
In mei 2019 haalde RSC Anderlecht, waar zijn jeugdvriend Vincent Kompany werd voorgesteld als speler-manager, hem weg bij BX Brussels om de trainersstaf te vervoegen.

## Statistieken
| Seizoen | Club                | Competitie         | Wed. | Goals |
| ------- | ------------------- | ------------------ | ---- | ----- |
| 2007/08 | Randers FC          | Superligaen        | 3    | 0     |
| 2008/09 | Sparta Rotterdam    | Eredivisie         | 0    | 0     |
| 2010    | DC United           | MLS                | 0    | 0     |
| 2011/12 | TPS Turku           | Veikkausliiga      | 16   | 0     |
| 2011/12 | Oud-Heverlee Leuven | Jupiler Pro League | 18   | 0     |
| 2013/14 | BX Brussels         | Vierde klasse B    | 0    | 0     |
| Totaal  | Totaal              | Totaal             | 37   | 0     |